# (4229) Plevitskaya
(4229) Plevitskaya ist ein Hauptgürtelasteroid, der am 22. Januar 1971 von Ljudmila Iwanowna Tschernych vom Krim-Observatorium aus entdeckt wurde.
Der Asteroid wurde nach der russischen Sängerin Nadeschda Wassiljewna Plewizkaja (1884–1940) benannt.